# Karnak (Illinois)
Karnak – wieś w Stanach Zjednoczonych, w stanie Illinois, w hrabstwie Pulaski.